# La schiava saracena
La schiava saracena ovvero Il campo di Gerosolima (o Il campo de' crociati) è un'opera in quattro atti di Saverio Mercadante, su libretto di Francesco Maria Piave. La prima rappresentazione ebbe luogo al Teatro alla Scala di Milano il 26 dicembre 1848.

## Trama
La scena è in Gerusalemme e suoi dintorni.

## Struttura musicale
- Sinfonia

### Atto I
- N. 1 - Introduzione e Cavatina di Guido Il dì sorge: di morte, di lutto - Cadea pugnando esanime (Coro, Guido)
- N. 2 - Cavatina di Lea Ah! non poteva un farmaco (Lea, Ismaele)
- N. 3 - Finale I Deh! per pietà... salvatemi! (Lea, Goffredo, Ismaele, Guido, Boemondo, Pietro, Legato, Coro)

### Atto II
- N. 4 - Coro e Terzetto fra Guido, Lea e Ismaele Fuggi! salva! già cadon le mura - Ti posso al seno stringere

### Atto III
- N. 5 - Coro e Aria di Goffredo Verran sicuri a Solima - Sì: a tanta gloria unanime (Coro, Goffredo, Boemondo, Guido, Legato, Pietro)
- N. 6 - Aria di Lea M'apparve in vetta al Golgota (Lea, Goffredo, Boemondo, Guido, Legato, Pietro, Coro)

### Atto IV
- N. 7 - Coro e Terzetto fra Guido, Lea e Goffredo A puri gaudi l'anima - Le mie pene se rammento
- N. 8 - Duetto fra Ismaele e Lea e Finaletto Pari al sol de' miei deserti - Oh ciel! trafitti muoiono! (Ismaele, Lea, Coro, Guido)